# Insurrección de Tacna (1811)
La insurrección de Tacna de 1811 fue un movimiento autonomista ocurrido en Tacna en junio de 1811 que proclamó la libertad del Perú contra el gobierno español del virrey Abascal, siendo Tacna la primera y la única ciudad que se levantó en 1811, anticipándose al avance de los ejércitos argentinos en el Alto Perú (actual Bolivia). No tuvo bandera propia ni usó la argentina. Además, a diferencia del movimiento que lideró Francisco Antonio de Zela asumió un carácter autonomista, es decir, se enfrentó al Virrey, pero no contra el Rey de España. Esto en parte se debe a que cuando Zela se levantó, la Junta de Buenos Aires decidió aún no romper con España (debido a la estrategia de la Máscara de Fernando VII), basada en la teoría jurídica esbozada por Moreno y seguida por Castelli.
Juan José Castelli había enviado emisarios y agentes a Arequipa y Tacna comunicando las noticias de su avance a los independentistas de ambas ciudades con la esperanza de recibir su apoyo mientras el general Manuel Belgrano envió al cacique Ramón Copaja a entablar comunicaciones con el ilustre criollo limeño Francisco Antonio de Zela para iniciar un alzamiento. El plan era que mientras las principales fuerzas realistas combatían el avance de Castelli, Zela alzaría la región sur del Perú dejándolas aisladas y sin apoyo. Este, junto al tacneño José Gómez, el sacerdote Juan José de la Fuente y el cacique Toribio Ara organizaron una pequeña tropa que depuso al subdelegado realista local sin derramar sangre. Fue entonces que Zela declaró su adhesión al gobierno de Buenos Aires y el deseo de independencia del Perú. El objetivo era claro, contribuir a la consolidación del gobierno de las Provincias Unidas del Río de la Plata para enfrentar en mejores condiciones al Ejército Real del Perú asentado en Lima bajo el mando del virrey Abascal. 
El programa y los bandos publicados por Zela, líder criollo, excluía de sus objetivos políticos y sociales las demandas e intereses de los sectores indígenas y negros de la ciudad. Entonces, podemos decir que la rebelión fue con base en un pequeño sector de criollos-comerciantes y hacendados locales vinculados a la arriería con el Alto Perú (Zela, Siles, Argandoña, Herrera, etc.) quienes dirigieron el movimiento, pero que necesitaron de aliados mestizos –comerciantes y arrieros, como la familia de los Ara, vinculados familiarmente muchos de esos comerciantes entre sí. Un minoritario sector indígena campesino o comunero fue acampado en la pampa de Caramolle solo en el cuarto día del levantamiento. Dichos objetivos se basaban en el programa político republicano de Mariano Moreno de 1810 y los acuerdos de la asamblea constituyente en los años siguientes. Dicho plan contenía el principio jurídico de la retroversión de la soberanía al pueblo por la ausencia del rey.
Pero el 20 de junio Castelli fue derrotado por José Manuel de Goyeneche en la batalla de Guaqui forzando a retroceder lo que significó la condena del movimiento republicano ya que quedaba de este modo aislado. Mientras que Zela, el mismo día y desconociendo lo sucedido, asaltó con sus hombres los dos cuarteles militares de Tacna, proclamándose comandante militar de la plaza y a Rabino Gabino Barrios, coronel de milicias de infantería, y al curaca Toribio Ara, comandante de la división de caballería. Cuatro días después tenían más de 1000 hombres procedentes de Tarata, Sama, Ylabaya y Locumba.
Pero el día 25 del mismo mes llegaron a Tacna las noticias de la victoria realista en Guaqui, lo que provocó un gran desconcierto entre los rebeldes. Los realistas aprovecharon la situación para desbaratar el movimiento y arrestar a Zela, quien fue llevado Lima donde fue condenado a cadena perpetua en la cárcel de Chagres, Panamá, donde falleció el 18 de julio de 1819, a los 50 años de edad.
Las sublevaciones tacneñas demostraron que únicamente fueron instigadas por la Junta de Buenos Aires con objeto de facilitar las campañas militares rioplatenses en el Alto Perú, mientras que la actitud asumida por los principales comerciantes de la plaza fue, inicialmente de prudente indiferencia, para luego sumarse a la triunfante restauración realista, sin haber mayor iniciativa propia en la población.